# Tipula (Lunatipula) pokornyi
Tipula (Lunatipula) pokornyi is een tweevleugelige uit de familie langpootmuggen (Tipulidae). De soort komt voor in het Palearctisch gebied.